# Chiesa di San Martino Vescovo (Macerata Campania)
La chiesa di San Martino Vescovo è la parrocchiale di Macerata Campania, in provincia di Caserta e arcidiocesi di Capua; fa parte della forania di Marcianise-Macerata Campania.

## Storia
La primitiva cappella, fondata presumibilmente dai monaci martiniani, era già esistente nel 688.
Da documenti risalenti al 1308-1310 si apprende che questa chiesa era sottoposta al pagamento della decima in favore della Chiesa di Capua; in un successivo atto recante la data del 7 luglio 1363 si legge che il luogo di culto possedeva dei terreni in paese.
A partire dal 1608 la parrocchiale fu oggetto di un rimaneggiamento per volere del rettore don Francesco d'Isa.
Nel 1921, su impulso dell'allora parroco don Biagio Jodice, prese avvio il cantiere per l'ampliamento dell'edificio; i lavori vennero portati a compimento nel 1927.
Nel 1941 l'organo, costruito dalla ditta cremasca Tamburini, fu posizionato sulla cantoria, mentre nel 1975 si procedette all'esecuzione dell'adeguamento liturgico secondo le usanze postconciliari mediante l'aggiunta dell'ambone e della mensa eucaristica rivolta verso l'assemblea.
Un intervento di consolidamento venne condotto nel 1983 in seguito all'evento sismico di pochi anni prima e nel 1996 si provvide al rifacimento delle coperture.

## Descrizione

### Esterno
La facciata a salienti della chiesa, rivolta a nordovest, si compone di tre corpi: quello centrale, più alto e coronato dal timpano triangolare, presenta il portale maggiore lunettato ed una finestra murata, mentre le due ali laterali sono caratterizzate dagli ingressi secondari architravati e da oculi.
Annesso alla parrocchiale è il campanile a base quadrata, eretto nel 1925; la cella presenta su ogni lato una monofora a tutto sesto ed è coronata dalla cupola.

### Interno
L'interno dell'edificio, la cui pianta è a croce latina con transetto, è suddiviso in tre navate da pilastri abbelliti da lesene e sorreggenti degli archi a tutto sesto, sopra i quali corre la cornice modanata e aggettante su cui si imposta un registro attico caratterizzato da finestre; al termine dell'aula si sviluppa il presbiterio, rialzato di alcuni gradini, coperto da volta a botte e chiuso dalla parete di fondo piatta.
Qui sono conservate diverse opere di pregio, tra le quali una coppia di acquasantiere, entrambe realizzate nel 1750, il gruppo raffigurante la Madonna col bambino e i santi Guglielmo e Benedetto, intagliato nel 1890, e la statua in cartapesta ritraente Gesù Cristo deposto nel sepolcro conservata, risalente al 1850.